# Jean Civatte
Jean Civatte, né le 14 mars 1922 à Paris et mort le 10 février 2020 à Talant, est un dermatologue et professeur français, ancien chef de service de l'hôpital Saint-Louis.

## Biographie
Fils de l'éminent professeur en dermatologie Achille Civatte (1877-1956), Jean Joseph Civatte s'oriente vers la dermatologie influencé par le professeur Degos dont il est l'interne, puis devient chef de clinique de rhumatologie et dermatologie (1954-1956), chef de laboratoire avant d'être agrégé à partir de 1961 et d'enfin prendre la relève de son maître. Il poursuit sa carrière comme professeur de clinique des maladies cutanées et syphilitiques à l'université Paris 7 et chef de service à l'hôpital Saint-Louis à partir de 1975,.

## Travaux
Il publia durant sa carrière plus de 620 publications et fut rédacteur en chef des Annales de dermatologie de 1967 à 1976,.
Il organisa pendant près de 30 ans les Journées dermatologiques de Paris.

## Académies et sociétés savantes
- Membre de l'Académie nationale de médecine en 1990, puis trésorier et enfin membre émérite en 2014[2],[3],
- Président de la Société française de dermatologie de 1972 à 1973, puis secrétaire de 1976 à 1991[3],
- Membre de l'académie de Leopoldina, académie de médecine du Brésil, du Venezuela, d'Argentine et de l'académie des Sciences médicales de Roumanie[2],
- Docteur honoris causa de l'université de Thessalonique, de Coimbra et d'Athènes[2],
- Président du Comité international de dermatologie entre 1982 et 1987[2],[3].
- Fondateur en 1980 du Club Unna-Darier, groupe d'experts internationaux en dermopathologie[3],